# Vivienne Chandler
Pour les articles homonymes, voir Chandler.
Vivienne Chandler, née le 6 novembre 1947 dans l'Oxfordshire et morte le 5 juin 2013 à Espéraza,, est une actrice et photographe anglo-française.

## Biographie
Lycéenne à St. Helens puis à St. Katharine's à Abingdon (Oxfordshire), en 1965, elle est inscrite à l'université Paris VII en 1977. Connue sous le nom de Holly Bush puis Holly Bund, elle photographie des enfants puis expose à Londres, Oxford et Kent. Elle vend à des collectionneurs privés en France, en Angleterre et au Japon. Elle a eu une fille Oonagh Bush avec John Carder Bush (le frère de Kate Bush).
Elle succombe à un cancer à Espéraza le 5 juin 2013

## Filmographie
Sauf indication contraire, les informations mentionnées dans cette section peuvent être confirmées par la base de données cinématographiques IMDb,  présente dans la section « Liens externes ».

### Cinéma
- 1985 : Le Secret de la pyramide (Young Sherlock Holmes) de Barry Levinson : Mme. Holmes
- 1983 : Guerres froides de Richard Eyre : la mère dans la publicité
- 1983 : Star Wars, épisode VI : Le Retour du Jedi de George Lucas (non créditée)
- 1982 : Meurtre dans un jardin anglais (The Draughtsman's Contract) de Peter Greenaway : la servante
- 1982 : Victor Victoria de Blake Edwards : la femme de chambre
- 1971 : Orange mécanique (A Clockwork Orange) de Stanley Kubrick : servante dans le rêve biblique
- 1971 : Il était une fois la révolution de Sergio Leone : la fiancée de John
- 1971 : Les Sévices de Dracula (Twins of Evil) de John Hough : une écolière (non créditée)
- 1971 : La Soif du vampire (Lust for a Vampire) de Jimmy Sangster : une écolière